# Epeolus flavofasciatus
Epeolus flavofasciatus är en biart som beskrevs av Smith 1879. Epeolus flavofasciatus ingår i släktet filtbin, och familjen långtungebin. Inga underarter finns listade i Catalogue of Life.